# Лин, Лиза
Лиза Энн Лин (в замужестве — Макрей) (англ. Lisa Ann Lyn (McRae), 18 сентября 1964, Кингстон, Ямайка) — канадская хоккеистка (хоккей на траве), полевой игрок. Бронзовый призёр чемпионата мира 1986 года, бронзовый призёр Панамериканских игр 1987 года. Участвовала в летних Олимпийских играх 1988 года.

## Биография
Лиза Лин родилась 18 сентября 1964 года в ямайском городе Кингстон.
Играла в хоккей на траве за «Укпикс» из Эдмонтона и команду Университета Торонто «Варсити Блюз». Чемпионка OWIAA (1982, 1983, 1985) и CIAU (1981, 1985). Включалась в сборные OWIAA и CIAU (1984—1985). В 2012 году вошла в Зал славы Университета Торонто (выпускница 1985 года).
В 1986 году завоевала бронзовую медаль на чемпионате мира в Амстелвене. Забила 3 мяча, в том числе победный в дополнительное время в матче за 3-4-е места против сборной Новой Зеландии (3:2).
В 1987 году завоевала бронзовую медаль Панамериканских игр в Индианаполисе.
В 1988 году вошла в состав женской сборной Канады по хоккею на траве на летних Олимпийских играх в Сеуле, занявшей 6-е место. Играла в поле, провела 3 матча, забила 1 мяч в ворота сборной ФРГ.